# Castiglion Fiorentino
Castiglion Fiorentino è un comune italiano di 12 859 abitanti della provincia di Arezzo in Toscana.

## Geografia fisica
La città di Castiglion Fiorentino sorge su di un colle a 342 m s.l.m., 17 km a sud-est di Arezzo. Delimitata a est dai Preappennini, l'area comunale si estende in parte sulla Valdichiana e sulle alture ad essa prospicienti, in parte comprende quasi l'intero bacino della Val di Chio includendo anche la porzione superiore della valle del fiume Nestore, mentre una piccola sezione si estende sui territori di testata del torrente San Chimento, tributario al Cerfone e quindi al Tevere, al di là del valico della Foce (578 m s.l.m.) Il territorio confina con i comuni di Arezzo a nord, Cortona a est e a sud, Foiano della Chiana a sud-ovest e Marciano della Chiana a ovest.

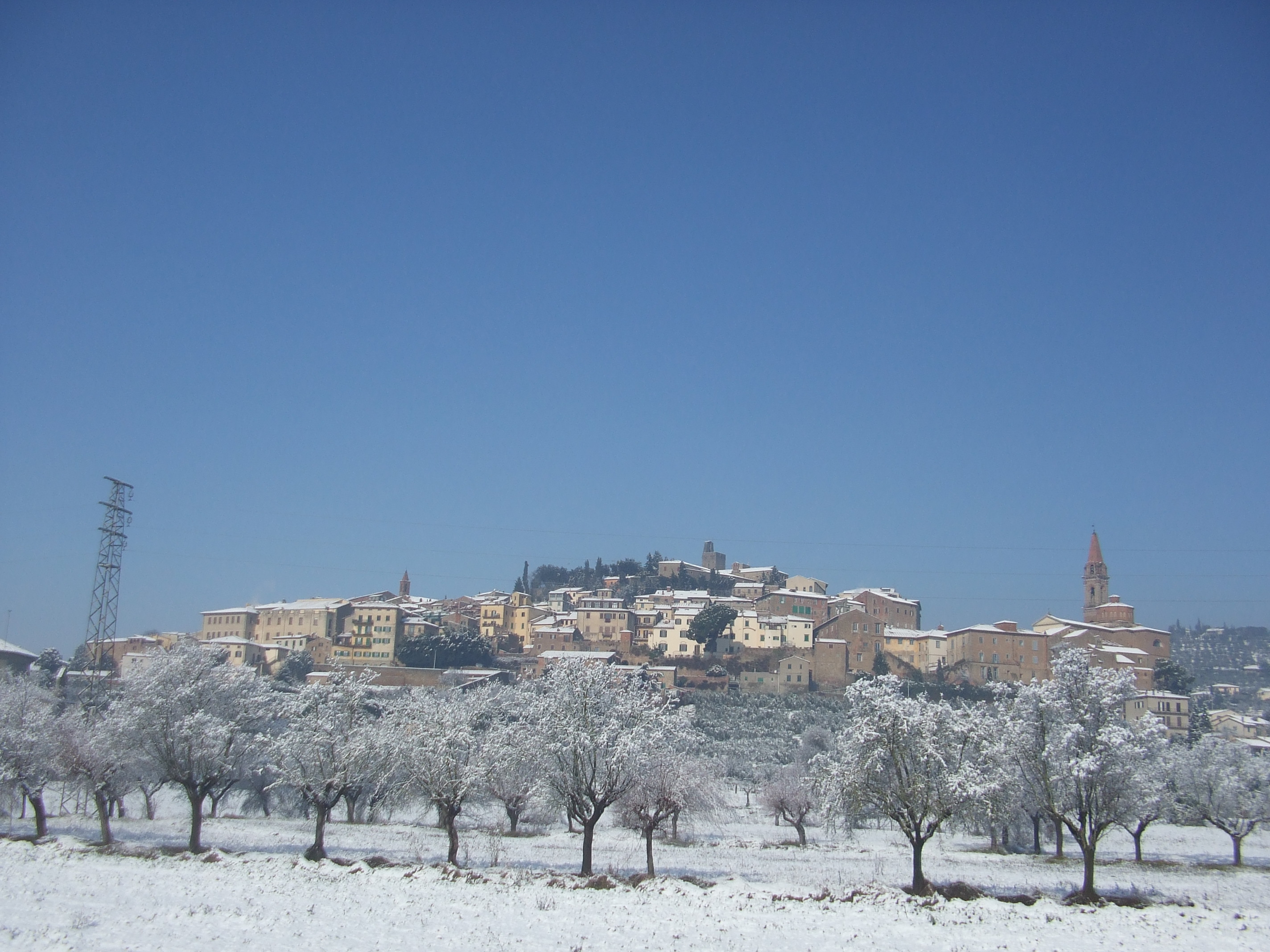
Panorama di Castiglion Fiorentino innevata

Nella piana alluvionale della Valdichiana scorre il Canale maestro della Chiana, nel quale confluiscono vari corsi d'acqua a regime torrentizio, tra i quali l'Esse, il Mucchia (che formano l'Allacciante dei Rii Cortonesi) e il Canale di Montecchio Nuovo.
Un tempo regione malsana (come ricorda Dante nei versi 46-47 del XXIX canto dell'Inferno: «Qual dolor fora, se de li spedali / di Valdichiana tra 'l luglio e 'l settembre»), occupata da una palude bonificata a più riprese, l'area comunale presenta oggi terra particolarmente fertile, che ha favorito lo sviluppo dell'agricoltura.
I monti hanno tutti modesta altitudine, ma in passato hanno rappresentato, per la loro posizione strategica, ottimi siti di difesa e avvistamento, tanto da ospitare nel medioevo numerosi castelli e fortificazioni. Tra essi vi sono il monte Castiglion Maggio (755 m s.l.m.), il Poggio Cerota (772 m s.l.m.), il monte Largnano (800 m s.l.m.), la Rocca Montanina (672 m s.l.m.) e il Castel d'Ernia (573 m s.l.m.) La massima altitudine comunale si trova in prossimità del monte Largnano a quota 833 m s.l.m.
I maggiori corsi d'acqua, oltre al Canale Maestro della Chiana, sono: il Canale di Montecchio (e l'affluente Rio Renello, che raccoglie le acque di Vingoncello e Fosso di Manciano), l'Allacciante Esse-Mucchia (o Allacciante dei Rii Cortonesi, che, presso Brolio, alimenta l'ultima colmata attiva del territorio castiglionese), il rio di Cozzano, tutti affluenti del Canale Maestro, nonché il Torrente Vingone (o Allacciante dei Rii Castiglionesi a valle della confluenza di Cilone e Bigurro) che diede origine alla Val di Chio, il Fosso Cilone, il Fosso Ristonchia e il Fosso Bigurro (nei pressi del castello di Montecchio). Al confine del territorio comunale scorrono il Torrente Nestore e il Torrente San Chimento, facenti parte del bacino idrografico del fiume Tevere.
Il reticolo idrografico ha subito sensibili modifiche antropiche nell'ambito della bonifica della Val di Chiana. Le ultime si sono registrate negli anni '30 e '40 del secolo scorso. In questo periodo, il corso del Torrente Vingone è stato modificato in modo che le sue acque defluissero direttamente in destra idrografica nel Canale Maestro della Chiana assieme alle acque dell'Allacciante Esse-Mucchia. Per far questo, si dovette attraversare la collina di Brolio mediante la costruzione di una galleria della lunghezza di circa 600 m. Prima della modifica del tracciato, avvenuta a partire dalla località Le Tre Acque, il Vingone defluiva verso il Chiaro di Montecchio e giungeva alla Chiana attraverso il Canale di Montecchio. Essendo ultimata la bonifica per colmata del Chiaro di Montecchio, al fine di evitare il sovralluvionamento della pianura, si decise di deviare il corso del Vingone e dei suoi affluenti in modo da poter immettere direttamente il Canale di Montecchio nel Canale Maestro della Chiana con una pendenza maggiore. Prima dell'immisione nel Canale Maestro, il Canale di Montecchio Nuovo incrocia l'Allacciante Esse-Mucchia a sud di Brolio e lo sottopassa mediante la botte del Bonini.

## Storia

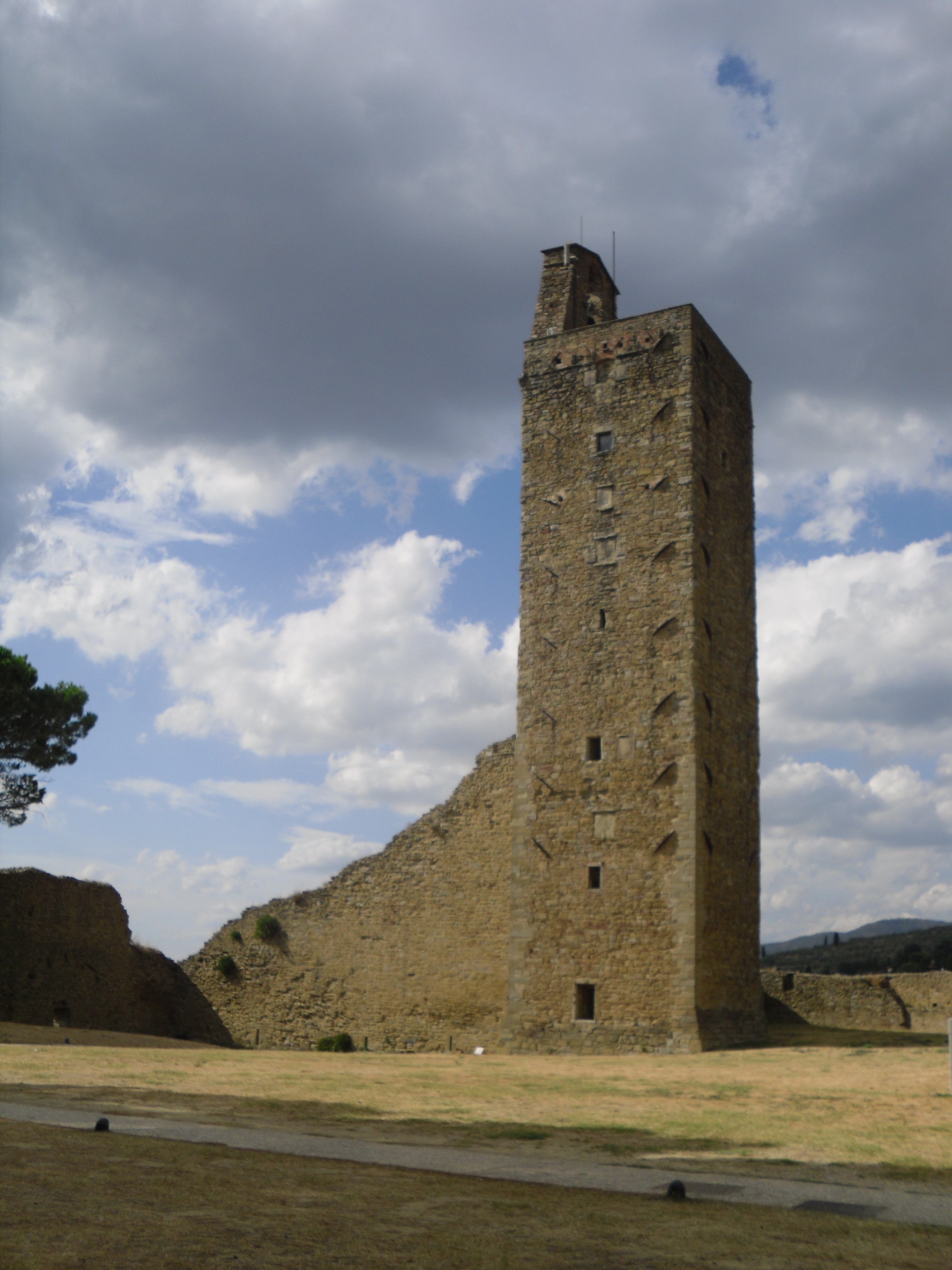
La Torre del Cassero, edificata durante la dominazione perugina nel XIV secolo sulla base di una precedente struttura etrusca. Sono di epoca etrusca anche le adiacenti mura, risalenti al IV secolo a.C.

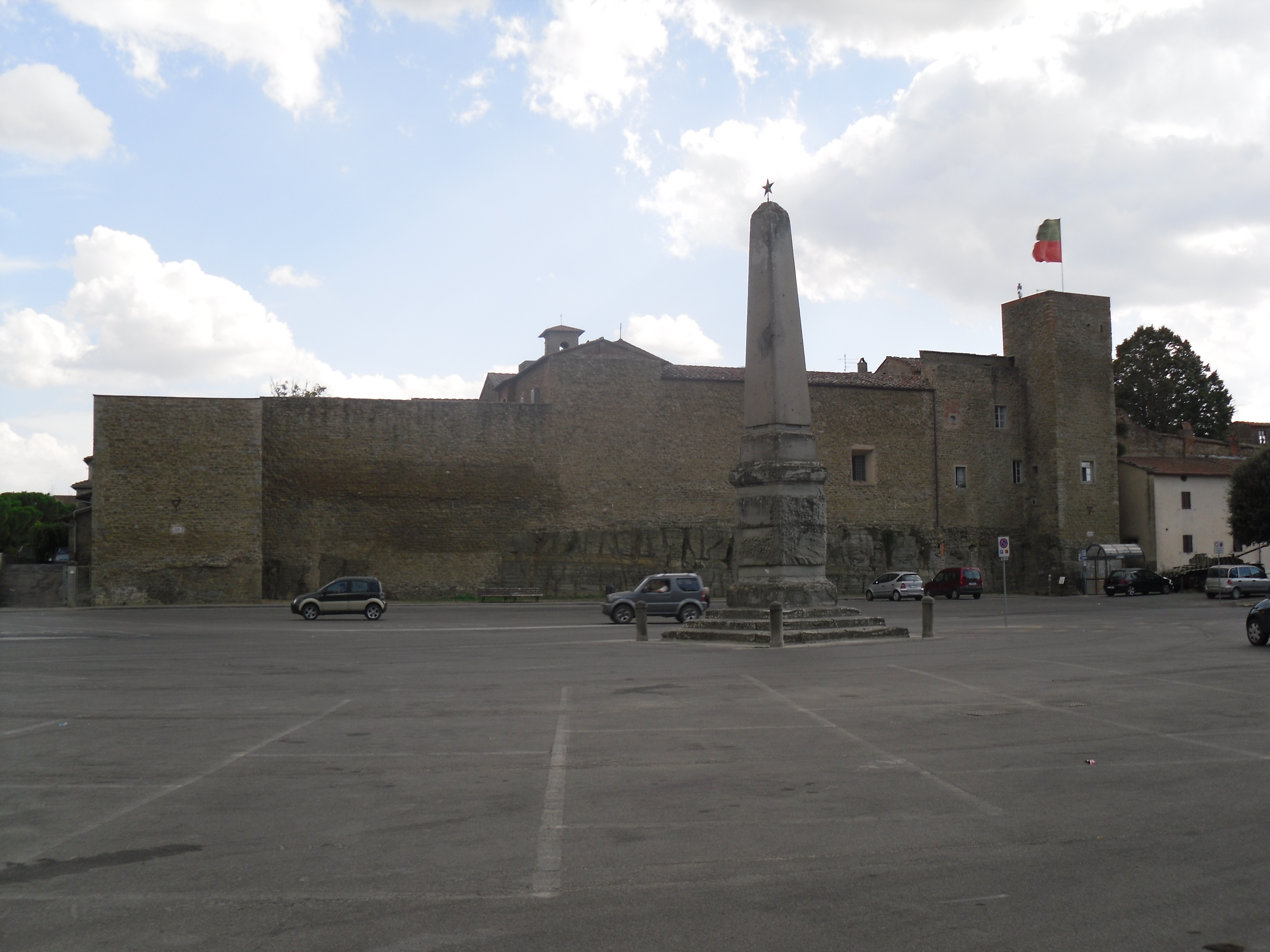
Piazzale Garibaldi, comunemente detto "Parterre", affiancato dalle Mura Pisane.

Abitato fin dalla preistoria, il territorio castiglionese conobbe un primo periodo di fioritura con l'epoca villanoviana.

Il nucleo abitato castiglionese si sviluppò in epoca etrusca, già a partire dal VI secolo a.C. Crocevia fondamentale tra le due Lucumonie di Arezzo e Cortona, il centro si ergeva sulla sommità del colle, come hanno testimoniato gli scavi archeologici operati nell'area della Torre del Cassero. Gli Etruschi apportarono una prima bonifica alla Val di Chiana, traversata all'epoca dal fiume Clanis: questo scorreva nel senso opposto dell'attuale Canale Maestro e costituiva un'importante via d'acqua navigabile. Nell'area castiglionese restano a testimonianza di tale periodo numerosi reperti archeologici, tra cui il celebre Deposito di Brolio, rinvenuto nel XIX secolo nell'omonima frazione, e costituito da una grande quantità di bronzetti.
Giunti i Romani, essi decisero di sfruttare la fertilità della zona per il fabbisogno alimentare dell'Urbe. Lo storico Tito Livio racconta di come ai tempi della Seconda guerra punica gli opulenta arva ("ricchi campi") chianini avessero saputo fornire alla spedizione di Publio Cornelio Scipione (202 a.C.) oltre 10.000 quintali di grano.

Ma con l'impero di Augusto il panorama cambiò radicalmente: tra le cause delle piene del Tevere che di tanto in tanto allagavano Roma fu reputato il Clanis, che era affluente del Paglia, a sua volta tributario del fiume romano. I Romani ostruirono pertanto la foce del Clanis, provocando la stagnazione delle acque e il conseguente impaludamento della Valdichiana. È probabile che Castulone si espanse in tale periodo, sorgendo in altura e quindi essendo immune dalla malaria, da cui molte delle genti degli abitati della valle erano fuggite.
Il centro abitato viene ricordato dai documenti con il nome di Castiglione non prima del X secolo, quando risulta feudo dei marchesi del Monte Santa Maria. Di fatto nell'alto Medioevo, pur rimanendo sotto la tutela dell'imperatore, Castiglione fu sottomesso alla potente diocesi di Arezzo.

La formazione del libero Comune iniziò con la seconda metà del XII secolo, ma fu continuamente contrastata dai grandi comuni attigui. Dopo la sconfitta aretina a Campaldino (1289), Castiglione passò sotto il dominio di Firenze. Tuttavia nel 1303 le truppe aretine e senesi, guidate da Uguccione della Faggiuola, presero la cittadina, restituendola ad Arezzo. Fu in questa epoca che Castiglione, nel frattempo ribattezzata Castiglion Aretino, conobbe una prima ristrutturazione urbanistica, operata dal vescovo e signore di Arezzo Guido Tarlati. Alla morte di quest'ultimo tuttavia si aprì un periodo alquanto incerto per Castiglione: ceduto nel 1336 a Firenze, nel 1344 venne espugnato dai Perugini divenendo Castiglion Perugino.

Dopo essere stata devastata dalla peste nera del 1348, nel 1369 la popolazione si ribellò a Perugia, ponendosi sotto la protezione dello Stato della Chiesa. Dal 1384 la cittadina passò definitivamente a Firenze e da questo momento in poi, ridenominata Castiglion Fiorentino, resterà sotto il suo dominio.

L'inizio del XV secolo vide un periodo di crisi, a causa di nuove pestilenze e relative carestie. Durante la guerra tra Firenze e la Repubblica Senese, Castiglione fu presa dal fiorentino (ma nemico di Cosimo I de' Medici) Piero Strozzi, per poi tornare in breve tempo sotto Firenze (1554).
Al governo mediceo seguì quello del Granducato dei Lorena (1765). Fu soprattutto Pietro Leopoldo che decise di rivalorizzare l'area palustre, incaricando l'ingegnere Vittorio Fossombroni di eseguirne la bonifica. Nel 1774 lo stesso Pietro Leopoldo ordinò una riorganizzazione amministrativa del Granducato: al comune di Castiglion Fiorentino furono così annessi quelli di Montecchio Vesponi, Mammi e della Montanina.
Il dominio fiorentino si interruppe nel 1799, quando i Francesi presero la Toscana. Come in tutte le città conquistate, anche a Castiglion Fiorentino (in piazza del Mercato, l'odierno piazzale Garibaldi) fu innalzato l'albero della libertà. Salvo un breve intervallo, durante il quale la città fu liberata dagli insorti del "Viva Maria", Castiglion Fiorentino fu presidiata dalle truppe napoleoniche dal 1800 al 1814. Con la Restaurazione tornarono i Lorena, che ultimarono i lavori di bonifica della Valdichiana.
Giovedì 21 giugno 1849, Garibaldi verso mezzogiorno venendo da Cortona, arrivò in paese. Era a capo di circa 4 000 uomini reduci della Repubblica Romana, che si riposarono e rifocillarono al Parterre, oggi piazzale Garibaldi. Dopo aver parlamentato e raccolto fondi e vettovagliamenti dalle titubanti autorità locali, nel pomeriggio dello stesso giorno ripresero la marcia per Arezzo. L'evento venne ricordato non solo con l'obelisco nella piazza ma con la rima:
“Giuseppe Garibaldi
qui venne e s'attendò,
mangiò, prese i quattrini e se n'andò”
In seguito Castiglion Fiorentino seguì le sorti della Toscana e del Regno d'Italia. 
Negli anni della seconda guerra mondiale, tra il 1942 e il 1943, giunse in paese come profughi a domicilio coatto una famiglia di ebrei dalla Libia, i Labi (padre, madre e quattro figli). Dopo l'8 settembre 1943, con l'occupazione tedesca, la situazione divenne drammatica. Ciononostante la famiglia riuscì a evitare la cattura e la deportazione.  
Il passaggio del fronte bellico fu causa di ingenti devastazioni, sia al centro storico che a buona parte del territorio comunale, colpito da bombardamenti che provocarono centinaia di morti anche tra i civili. Particolarmente grave fu il bombardamento alleato cui Castiglion Fiorentino fu sottoposta il 19 dicembre 1943, che causò la morte di 71 civili, in buona parte donne e bambini. Per quell'episodio, il 26 gennaio 2004 Castiglion Fiorentino è stata decorata con la Medaglia d'argento al merito civile.

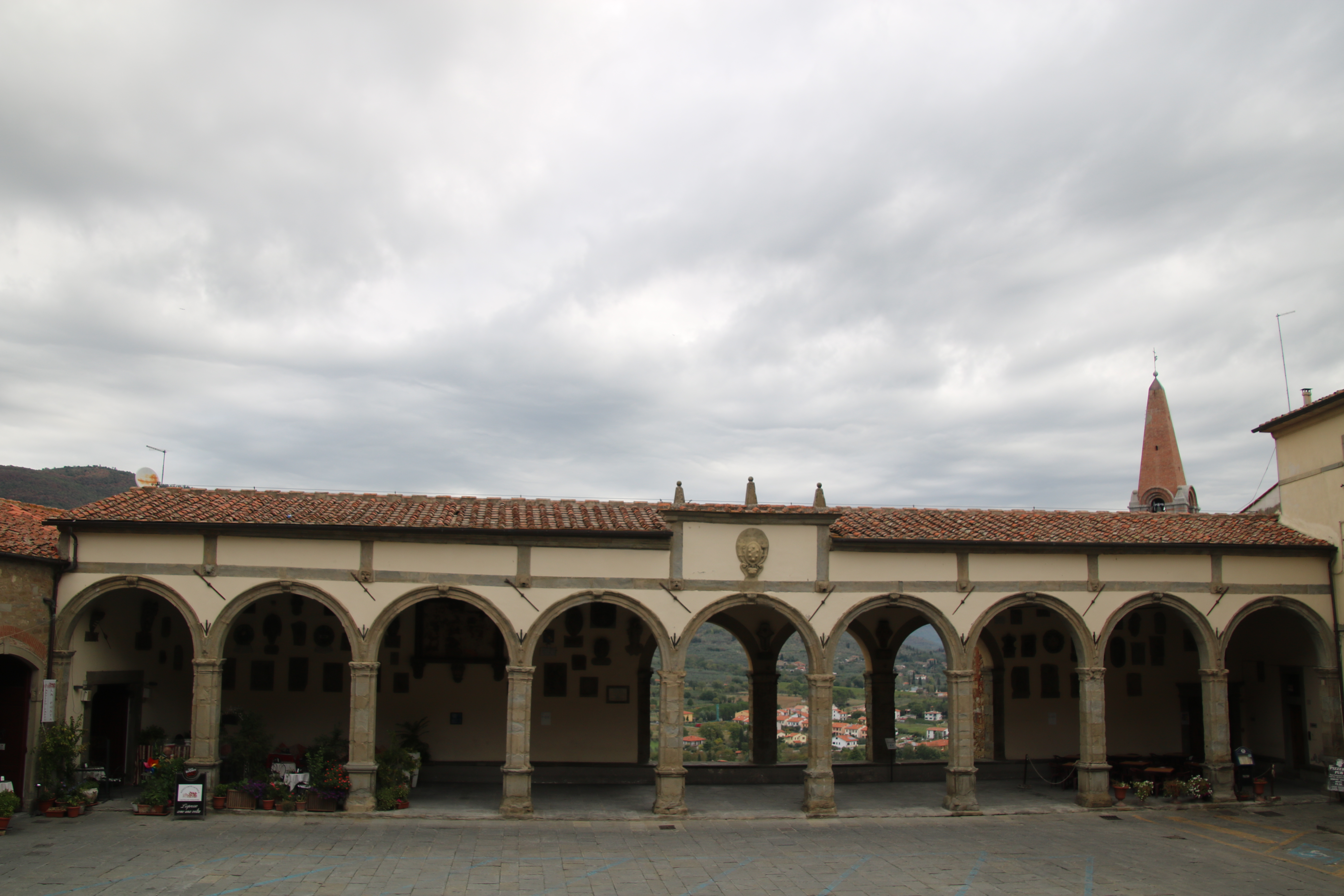
Le Logge del Vasari. Edificate nel 1513, solo in seguito furono ritoccate dal celebre architetto aretino, dal quale hanno poi preso il nome.

Il panorama del territorio comunale nell'epoca post-bellica rimase a lungo disastrato, al punto che nel corso degli anni cinquanta Castiglion Fiorentino conobbe un notevole decremento demografico. Con il boom economico degli anni sessanta le condizioni economiche migliorarono sensibilmente, rendendo il centro abitato un fiorente polo agricolo, fenomeno cui ha fatto riscontro anche una ripresa demografica.
Nel 2007 Castiglion Fiorentino è stata premiata dal Touring Club Italiano con il riconoscimento della Bandiera arancione.

### Simboli
Lo stemma e il gonfalone sono stati concessi con DPR del 23 novembre 1998.
Lo stemma è d'azzurro, alla figura di san Michele, nell'atto di uccidere il drago. Il gonfalone è un drappo di azzurro.

## Monumenti e luoghi d'interesse

### Architetture civili

#### Nel capoluogo

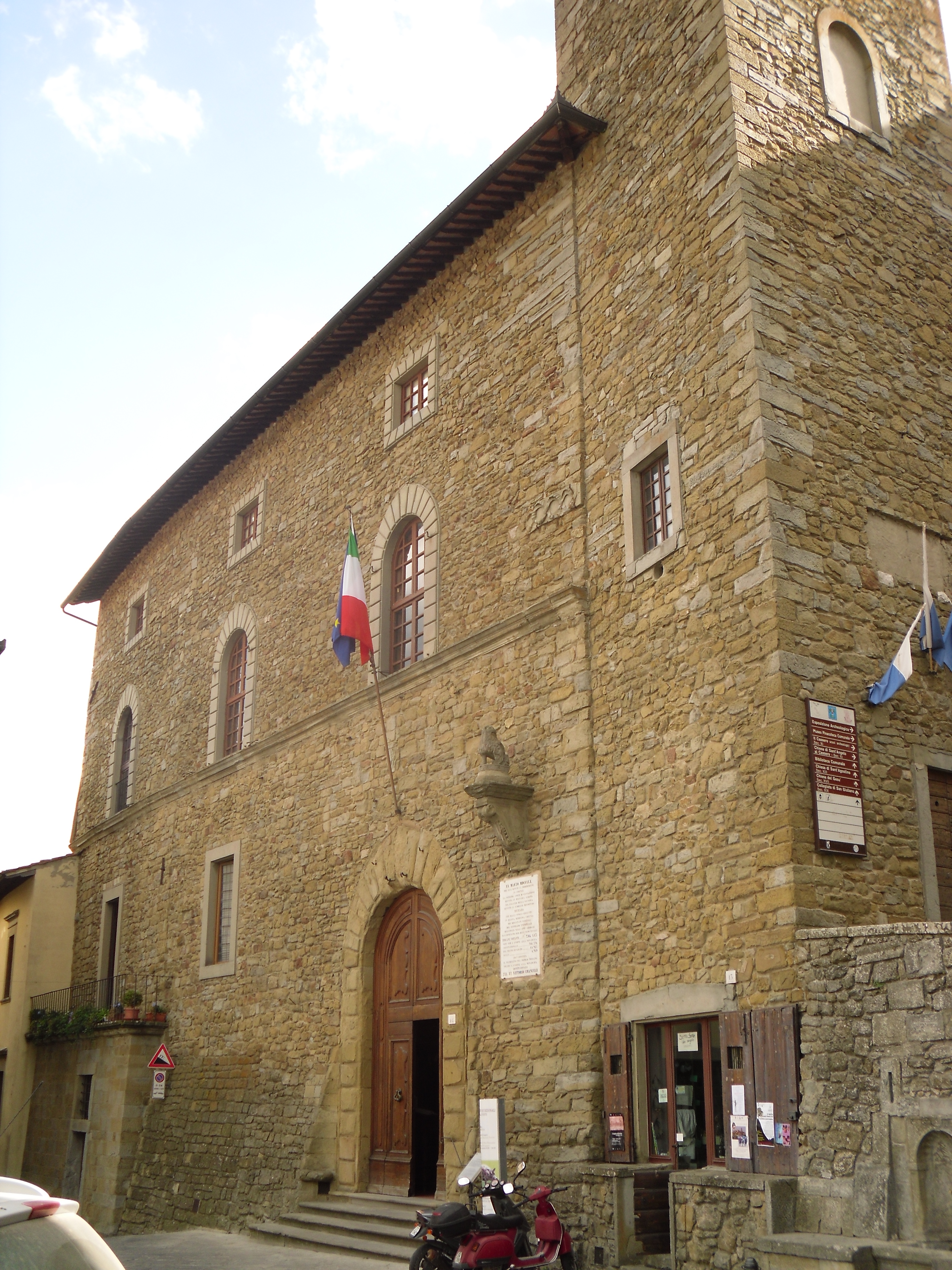
Il palazzo Comunale (XIV secolo)

- Il palazzo Comunale, eretto nel XIV secolo durante la dominazione perugina[9];
- La Torre del Cassero, che domina la città e sorge sulla più antica area abitata di Castiglion Fiorentino. Ricostruita durante la dominazione perugina intorno alla metà del XIV secolo (il piccolo casseretto all'apice della Torre è del 1350), la Torre fu realizzata sulla base di una precedente struttura etrusca[10];
- Il palazzo Pretorio (1412), ospitante la biblioteca comunale e il Museo archeologico. Quest'ultimo conserva reperti per lo più bronzei o di terracotta dell'epoca etrusca, romana e medievale[9];
- Le logge Vasariane (edificate nel 1513 e solo in seguito ritoccate dal Vasari[11]), site nella Piazza del Municipio nel lato antistante al Palazzo Comunale. Si affacciano sulla Valle di Chio e sulla Collegiata;
- Il teatro comunale, costruito fra la fine del XIX e l'inizio del XX secolo.

#### Nel territorio comunale
- Castello di Mammi (XII secolo), antica dimora della nobile famiglia castiglionese dei Lambardi e di cui restano attualmente rovine nell'omonima località;
- Castello della Montanina, antica roccaforte dei Tarlati di Arezzo, edificato nell'XI secolo, successivamente distrutto e mai ricostruito, i cui resti sorgono sull'omonima montagna a est di Castiglion Fiorentino;
- Castello di Montecchio Vesponi, nell'omonima località.

### Architetture religiose

#### Nel capoluogo

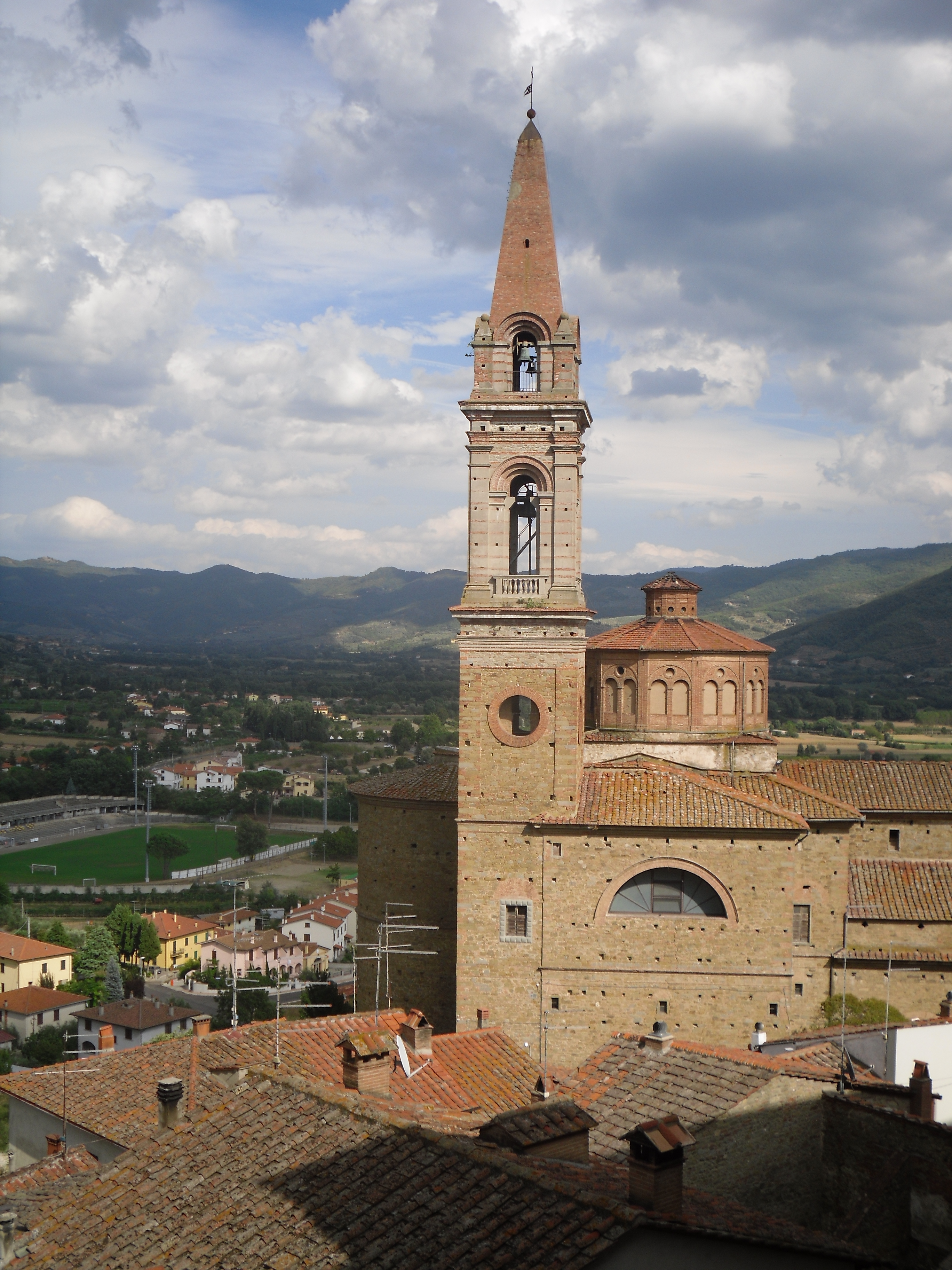
La collegiata di San Giuliano (XIX secolo)

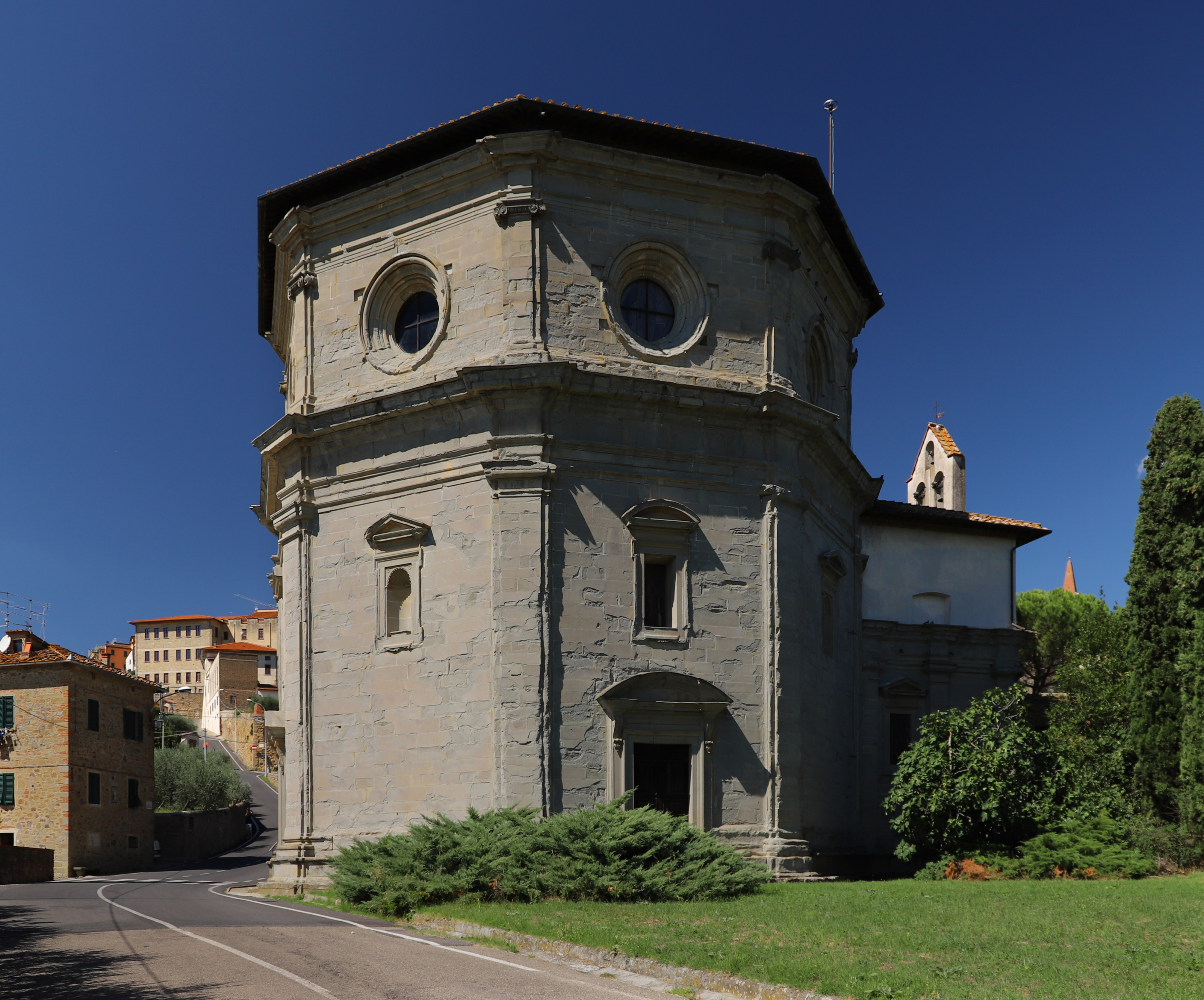
La Madonna della Consolazione

- Pieve di San Giuliano (XV secolo) e l'antistante Collegiata omonima, realizzata nel XIX secolo, in cui sono conservati una Madonna di Bartolomeo della Gatta, una terracotta robbiana, una tavola di Lorenzo di Credi e una Madonna in trono di Segna di Bonaventura;
- Chiesa di Sant'Angelo al Cassero, antico edificio del XII secolo, fregiato da notevoli lavori di Giorgio Vasari;
- Chiesa di San Francesco, costruzione romanico-gotica della fine del XIII secolo, che conserva tra gli altri un pregevole San Francesco di Margaritone d'Arezzo;
- Chiesa di Sant'Agostino (già convento agostiniano), risalente al XIV secolo;
- Chiesa della Madonna della Consolazione, di pianta ottagonale, il cui progetto è attribuito ad Antonio da Sangallo il Giovane e la cui realizzazione fu terminata nel 1607;
- Chiesa del Gesù, realizzata nel XVI secolo dalla Congregazione del Santissimo Sacramento e ospitante pregevoli opere quali l'Ultima cena di Francesco Morandini detto "il Poppi" e la Resurrezione di Cristo di Francesco Vanni;
- Chiesa della Madonna delle Grazie del Rivaio, risalente al XVII secolo, nella quale è conservato un Crocifisso ligneo attribuito alla scuola di Baccio da Montelupo;
- Chiesa di Santa Chiara, risalente al XVI secolo, oggi chiusa e connessa al convento delle clarisse;
- Chiesa di Santo Stefano (o di San Lazzo), edificata dalla Compagnia di Santo Stefano nel XIV secolo e con pareti affrescate da un pregevole ciclo trecentesco, con Storie di santo Stefano e Storie della Passione;
- Chiesa di San Benedetto delle Santucce, che conserva una Sacra Famiglia con san Giovannino attribuibile al pittore romagnolo identificato come "Imolensis";[12]
- Chiesa di San Filippo, del XVIII secolo.

#### Nel territorio comunale
- Santuario della Madonna del Bagno, edificato in località Noceta nel XVI secolo, nel luogo in cui, secondo la tradizione, apparve la Madonna e sgorgò una fonte d'acqua curativa;
- Pieve dei Santi Ippolito e Cassiano a Retina (Rètina è, secondo alcuni autori, l'antico nome di Castiglion Fiorentino), oggi Chiesa dei Cappuccini, costruita su un edificio termale tardo romano, di cui si hanno notizie negli archivi della diocesi aretina fin dal 1039;
- Pieve di Santa Maria a Chio in località Pieve di Chio, la cui prima citazione risale ad una donazione del 1063 all'Abbazia di Camaldoli della pieve da parte dei Marchiones, feudatari locali;
- Pieve di San Miniato di Ruccavo, di cui si hanno notizie fin dal 1105 e della quale restano solo rovine inglobate in un casolare colonico presso Ristonchia;
- Pieve di San Nicola di Ruccavo, presso la suddetta pieve e della quale restano rovine risalenti al XII secolo;
- Abbazia dei Santi Abbondio e Abbondanzio di Croce (o di Badicroce), del XII secolo, le cui rovine sorgono nelle aree boschive della Foce, la zona montuosa del comune di Castiglion Fiorentino verso Arezzo;
- Abbazia di San Parteniano (XII secolo), le cui rovine sorgono presso Ristonchia;
- Abbazia di Largnano, menzionata per la prima volta nel 1147 e attualmente in rovina, nei boschi presso Ranchetto;
- Abbazia di Sant'Andrea del Pozzo a Castiglione (XII secolo) in località La Badia;
- Monastero di San Bartolomeo della Noceta (XIII secolo), attualmente chiesa parrocchiale della località Noceta;
- Chiesa di San Francesco e San Marco Evangelista in località Castroncello;
- Chiesa di San Giovanni Battista in località Brolio;
- Chiesa di San Marco Evangelista in località La Nave.

## Società

### Evoluzione demografica

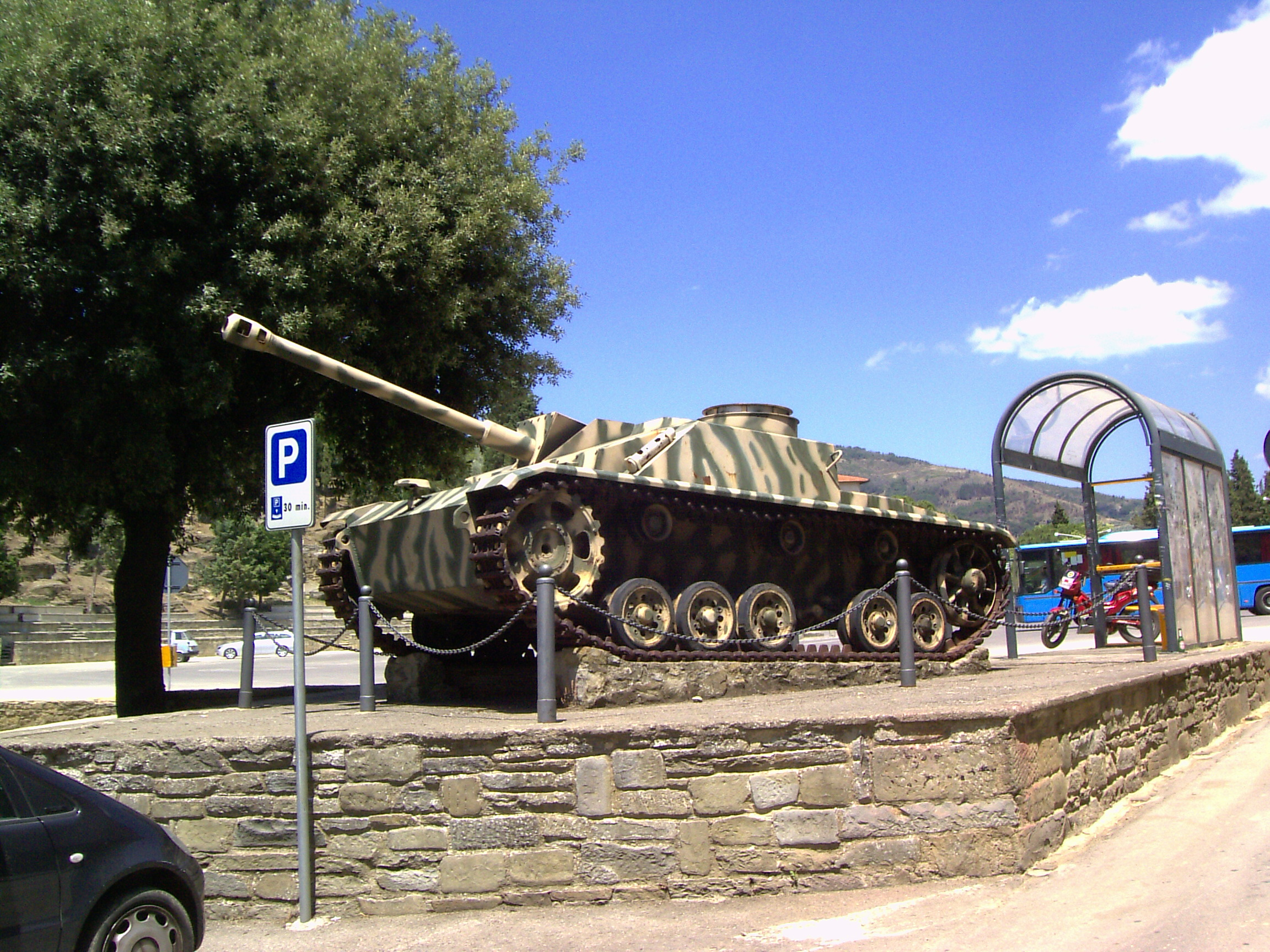
Una testimonianza del passaggio della guerra: uno Sturmgeschütz III Ausf. G del 1940, scoperto nel 1990 nelle campagne presso Castiglion Fiorentino, restaurato ed esposto dal 1993 in piazzale Garibaldi in memoria dei carristi caduti di tutte le guerre

Abitanti censiti

### Etnie e minoranze straniere
Secondo i dati ISTAT al 31 dicembre 2010 la popolazione straniera residente era di 1 611 persone. Le nazionalità maggiormente rappresentate in base alla loro percentuale sul totale della popolazione residente erano:
- Romania 710 5,21%
- Albania 411 3,02%

## Cultura

### Musei
Nel cassero:
- Pinacoteca comunale: ospitata nei locali dell'antica chiesa di Sant'Angelo, conserva un importante nucleo di dipinti da chiese del territorio, tra cui due notevoli opere di Bartolomeo della Gatta, un Crocifisso cimabuesco e un San Francesco di Margaritone d'Arezzo; inoltre notevoli oreficerie risalenti anche al XIII secolo, tra cui una Croce santa e una Busto-reliquiario di sant'Orosla di manifattura francese[14];
- Museo archeologico: conserva materiali rinvenuti nel territorio di Castiglion Fiorentino, in particolare nello scavo di Montecchio (i cui importanti bronzi rinvenuti vennero venduti nell'Ottocento e oggi si trovano qui esposti in repliche) e dell'edificio sacro etrusco sotto il cassero (in particolare un'ampia porzione della copertura con embrici decorati, lastre architettoniche e antefisse);
- Museo medagliere dell'Europa napoleonica
- Donazione di medaglie Soriente-Brilli

Nella vecchia pieve di San Giuliano:
- Museo diocesano

### Manifestazioni

#### Palio dei Rioni

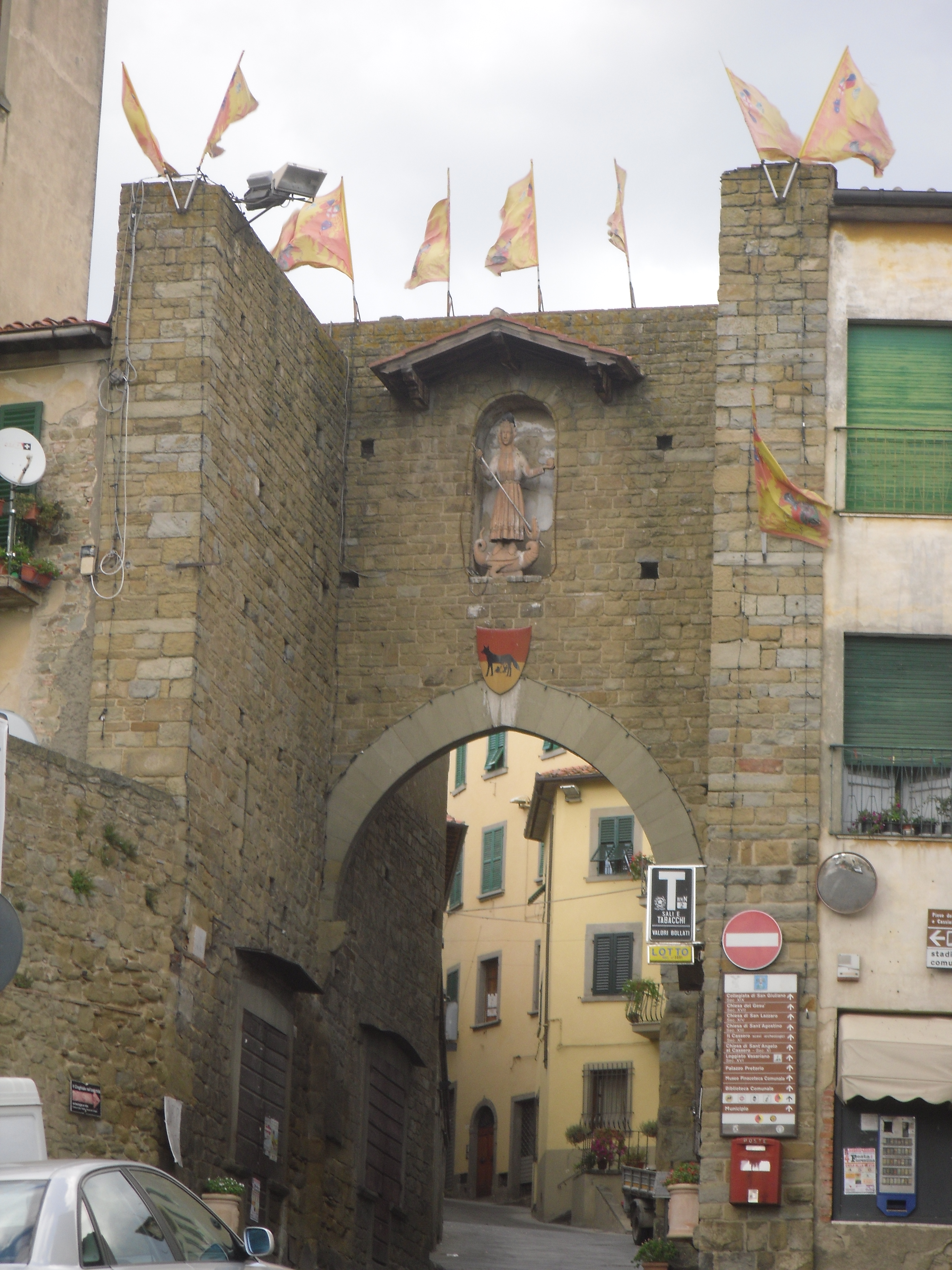
Porta San Michele imbandierata con i colori del Terziere di Porta Romana, uno dei tre Rioni partecipanti al Palio.

Il Palio dei Rioni di Castiglion Fiorentino è una competizione equestre che si svolge la terza domenica di giugno. Disputata nella propria era moderna dal 1977, pone di fronte i tre Rioni (o Terzieri) in cui è diviso il Comune: Cassero, Porta Fiorentina e Porta Romana.
Il Palio consiste in una corsa di cavalli in tondo nella pista in tufo allestita per l'occasione in Piazza Garibaldi. Il palio è considerato la seconda giostra per importanza della provincia di Arezzo dopo il Saracino.
Il Palio si svolge nell'ambito dei festeggiamenti in onore della Madonna delle Grazie di Rivaio, così chiamata per le molte tabelle e voti che venivano appesi dai fedeli per i pericoli scampati. L'origine della manifestazione supera abbondantemente il secolo di vita. Per quanto riguarda il Palio, in base ai documenti esistenti, si sa che esso veniva corso inizialmente "alla lunga", cioè sul rettilineo che va dal Rio di Cozzano alla Fontina. Altre volte, invece, veniva corso sul versante opposto: dal Torrente Bigurro al Passaggio.
La manifestazione trovò la sua sede naturale in piazza Garibaldi, il "Parterre" come lo chiamano i castiglionesi, dove venne disputato la prima volta, secondo un manoscritto dell'epoca, il 5 giugno 1864, in occasione della Festa dello Statuto. La manifestazione veniva allora chiamata la Festa delle chiocane. Le "chiocane" erano mazzetti di ciliegie che i ragazzi regalavano alle loro innamorate; alcuni di questi venivano posti in cima ad un palo insaponato e risultava vincitore colui che con la forza delle mani e dei piedi riusciva a raggiungerli.
Dal 1932 vennero istituiti i Terzieri moderni sulla traccia degli antichi Terzieri cittadini medievali, i quali non sono esattamente corrispondenti dal punto di vista geografico a quelli odierni. Il Terziere di Sub o Sus Castiglione è l'attuale Terziere di Porta Romana, il Terziere di Retina è l'odierno Terziere Cassero, infine il Terzo di Mercato o di Porta Santa Maria corrisponde al Terziere di Porta Fiorentina.
Dai primi anni '60 gli organizzatori tentarono di trasferire il Palio altrove, dato che il Parterre doveva essere asfaltato. Essi non riuscirono nell'intento, in quanto lo spostamento fu ritenuto una sorta di forzatura. Per un quindicennio quindi non si disputò alcun palio. Tutto tornò alla normalità nel 1977, quando la manifestazione tornò ad essere organizzata regolarmente (tranne le edizioni del 1989 e del 1994, che vennero annullate). Da allora, in occasione di ogni Palio, si colloca un'apposita pista in terra battuta al Parterre. A regolamentare il tutto fu approvato dal Consiglio Comunale l'auspicato statuto, che ancor oggi ufficializza il Palio dei Rioni come manifestazione cittadina di primaria importanza. Data la sua prominenza nel panorama dei palii italiani, nel 2023, a pochi giorni dall'edizione di quell'anno, una delegazione composta dal sindaco di Castiglion Fiorentino Mario Agnelli, dai presidenti dei terzieri, dai coordinatori delle Commissioni paliesche e da membri dell'amministrazione comunale è stata ricevuta a Roma dal ministero della cultura.
Il palio non è stato esente da incidenti mortali: il 18 giugno 1978, appena un anno dopo la ripresa della manifestazione, il fantino Giuseppe Gentili, dopo aver trionfato nell'edizione di quell'anno il giorno precedente, durante una corsa di consolazione cadde a terra per l'imbizzarrimento del proprio cavallo, battendo violentemente la testa e morendo il giorno successivo. A Gentili è solitamente dedicata una delle prove che si svolgono durante i giorni precedenti il palio.

#### Altre
- Piazza del Collezionista, mostra di scambio di cose vecchie e usate, quarta domenica di ogni mese[24];
- Stagione teatrale, da novembre a marzo[25];
- Oliomangiando, festa dell'olio nuovo, ultimo fine settimana di novembre[26];
- Processione della Settimana Santa (Martedì, Mercoledì e Venerdì Santo), che culmina con la "Volata" (rincorsa con la statua del Cristo Risorto nella Collegiata) alla mezzanotte del Sabato Santo[27]. Ogni 2 anni (precisamente negli anni pari) si tiene la "Sacra Rappresentazione della Passione di Nostro Signore Gesù Cristo", svolta da veri e propri attori nel Piazzale Garibaldi[28];
- Maggio Castiglionese, che si tiene per l'intero mese di maggio, esposizione dei prodotti tipici locali (gastronomia, artigianato, macchinari agricoli)[29];
- Raduno Fiat 500 e derivate, in Piazza Risorgimento la terza domenica di maggio, a cura del Terziere Porta Fiorentina[30];
- Festa medievale biancazzurra, rievocazione del passato medievale di Castiglion Fiorentino, a cura del Rione Cassero. Si svolge tra l'ultimo fine settimana di maggio e il primo di giugno nel piazzale antistante la Torre del Cassero[31][32];
- Banchetto Medievale, rievocazione di un banchetto medievale, si svolge il sabato precedente la quarta domenica del mese di maggio all'interno del Chiostro di San Francesco a cura del Terziere Porta Fiorentina[33];
- I Giorni di Bacco, ultimi due fine settimana di ottobre nel centro storico, vini e prodotti tipici della zona, organizzata dal Terziere Porta Fiorentina[34];
- Presepe vivente, nei giorni di Santo Stefano e dell'Epifania, per le vie della città[35];
- Estate Castiglionese, con sagre e feste nelle varie frazioni:
  - Sagra della Pizza, ultimo fine settimana di giugno e primo fine settimana di luglio in località La Nave[36];
  - Sagra dello Struzzo, secondo fine settimana di luglio in località Manciano La Misericordia[37];
  - Festa del Vescovo sul giuncheto, terzo sabato di luglio[38];
  - Sagra della Ranocchia Chianina, ultimo fine settimana di luglio e primo fine settimana di agosto in località Brolio[39];
  - Bisteccata, il giorno di Ferragosto a Montecchio Vesponi[40];
  - Festa della Madonna del Bagno, presso il Santuario della Madonna del Bagno (30 agosto)[41];
  - Sagra della Castagna e Palio dei Carretti, terza domenica di ottobre in località Montecchio Vesponi[42].

### Gruppi storici

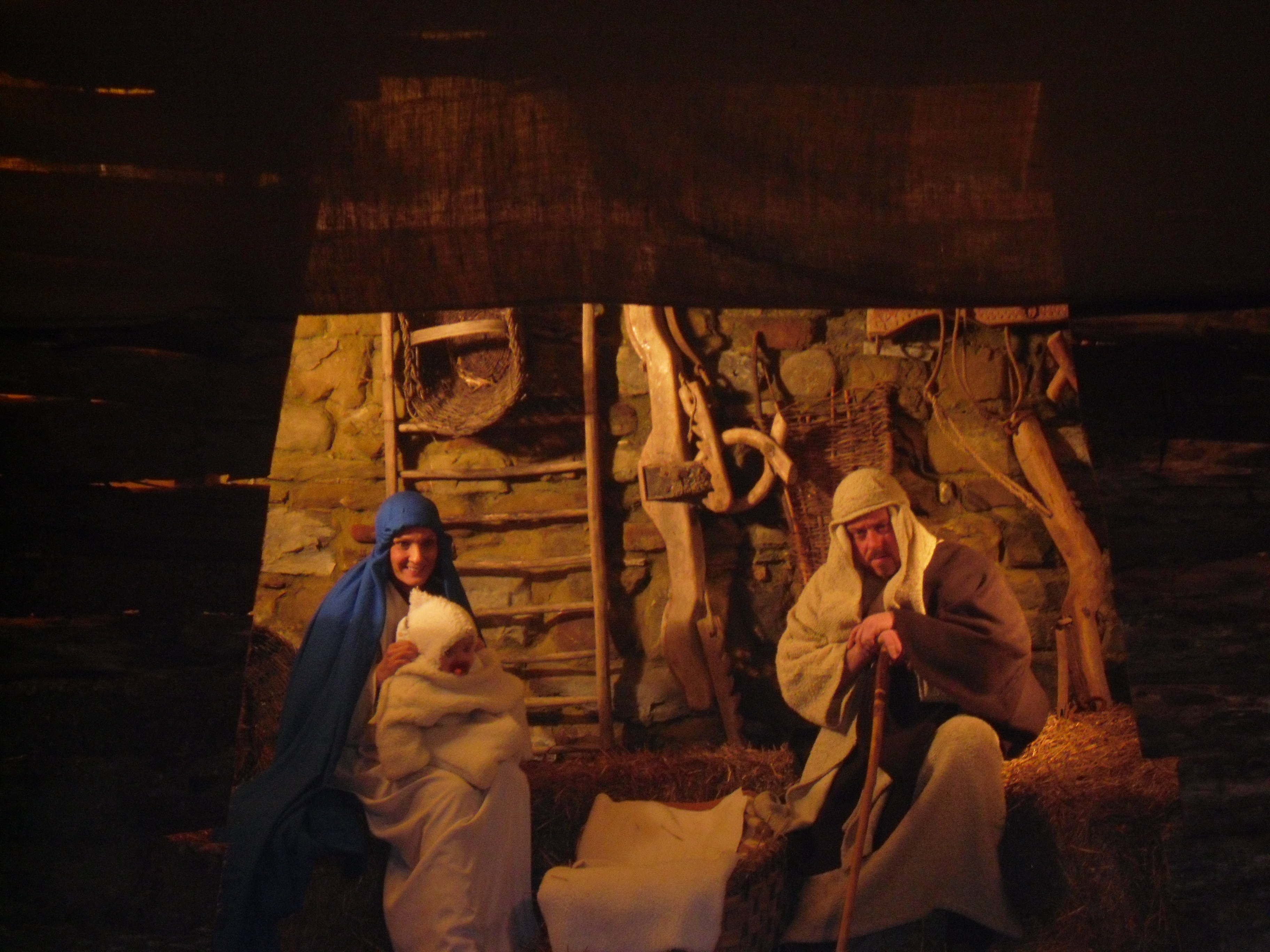
Presepe vivente

Grazie allo sviluppo dei Rioni partecipanti al Palio, sono sorti il Gruppo Storico e Sbandieratori Il Cassero nel 1982, il "Gruppo Storico e Sbandieratori Terziere Porta Fiorentina", i "Mercenari di Giovanni Acuto" (Terziere Porta Romana) e nel 1986 il Gruppo Storico e Sbandieratori Città di Castiglion Fiorentino, oggi indipendente dal Palio dei Rioni.
La grande importanza storica dell'area comunale ha portato alla nascita del Gruppo Archeologi della Valdichiana (GAV).

### Cinema
A Castiglion Fiorentino è stata girata una delle scene iniziali del film La vita è bella, precisamente quella in cui Guido Orefice (Roberto Benigni), sulla macchina senza più controllo dei freni e coperta di frasche raccolte in un fuoripista, viene scambiato per re Vittorio Emanuele III.

## Economia

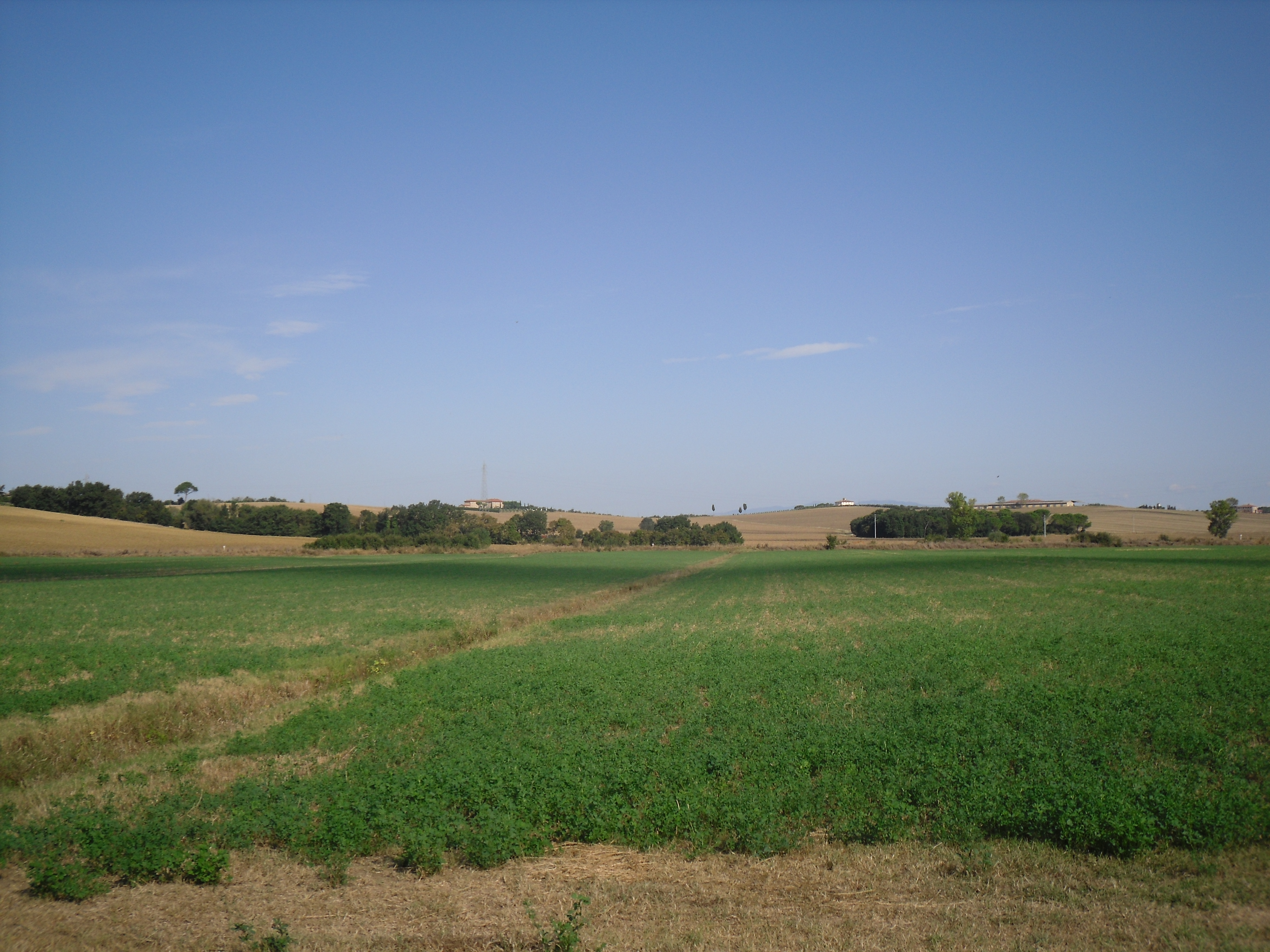
Coltivazione di erba medica presso Brolio

Devastata durante il secondo conflitto mondiale, Castiglion Fiorentino rimase fortemente ancorata al settore primario. Tutt'oggi il settore trainante dell'economia locale è l'agricoltura. Dopo la bonifica, la Val di Chiana è divenuta terra fertilissima e nelle frazioni castiglionesi le aziende agricole e i molti coltivatori diretti ottengono ottime rese quanto a cereali (specie il grano, l'orzo e il girasole), erba medica, ortaggi, olivi e viti (Bianco Vergine della Valdichiana). Molto sviluppato è anche dell'allevamento suino, bovino e ovino, nonché del pollame. Nella frazione di Manciano La Misericordia sono stati recentemente impiantati allevamenti di struzzi.
Il "boom" economico degli anni sessanta ha riguardato anche Castiglion Fiorentino, oggi dotata di imprese delle calzature, del legno e alimentari (tra cui un pastificio e uno zuccherificio, chiuso tuttavia nel 2005). Grande anche lo sviluppo degli agriturismi, di cui se ne contano numerosi nelle campagne del comune. Sul fronte economico politico il Comune nel 2011 è finito al dissesto finanziario con pesanti conseguenze per i cittadini sul lato fiscale e dei servizi e per le aziende creditrici del municipio. Le misure restrittive previste dal Testo unico degli enti locali permarranno fino al 2016, mentre è a buon punto l'opera di risanamento condotta dall'organo straordinario di liquidazione.

## Infrastrutture e trasporti
Castiglion Fiorentino dispone di una propria stazione ferroviaria mentre le corse autobus sono gestite dalla società Autolinee Toscane.

## Amministrazione
Di seguito è presentata una tabella relativa alle amministrazioni che si sono succedute in questo comune.
| Periodo           | Periodo           | Primo cittadino     | Partito                                   | Carica              | Note   |
| ----------------- | ----------------- | ------------------- | ----------------------------------------- | ------------------- | ------ |
| 14 luglio 1988    | 10 giugno 1990    | Girolamo Presentini | Democrazia Cristiana                      | Sindaco             | [ 49 ] |
| 10 giugno 1990    | 7 giugno 1993     | Santi Gadani        | Democrazia Cristiana                      | Sindaco             | [ 49 ] |
| 7 giugno 1993     | 28 aprile 1997    | Giuseppe Alpini     | Partito Socialista Italiano               | Sindaco             | [ 49 ] |
| 28 aprile 1997    | 14 maggio 2001    | Giuseppe Alpini     | centro-sinistra                           | Sindaco             | [ 49 ] |
| 14 maggio 2001    | 30 maggio 2006    | Paolo Brandi        | lista civica                              | Sindaco             | [ 49 ] |
| 30 maggio 2006    | 17 maggio 2011    | Paolo Brandi        | centro-sinistra                           | Sindaco             | [ 49 ] |
| 17 maggio 2011    | 26 settembre 2011 | Enrico Cesarini     | lista civica: insieme                     | Sindaco             | [ 49 ] |
| 26 settembre 2011 | 8 maggio 2012     | Rosalba Guarino     |                                           | Comm. straordinario | [ 49 ] |
| 27 dicembre 2011  | 8 maggio 2012     | Giuseppe Giannino   |                                           | Sindaco             | [ 49 ] |
| 8 maggio 2012     | 18 settembre 2013 | Luigi Bittoni       | lista civica Rinnovamento per Castiglioni | Sindaco             | [ 49 ] |
| 26 maggio 2014    | 27 maggio 2019    | Mario Agnelli       | lista civica Libera Castiglioni           | Sindaco             | [ 49 ] |
| 27 maggio 2019    | in carica         | Mario Agnelli       | lista civica Libera Castiglioni           | Sindaco             | [ 49 ] |

### Gemellaggi
- Ronda, dal 12 maggio 1996[50];
- La Charité-sur-Loire, dal 17 ottobre 2004[51].

## Sport

### Calcio
La squadra locale è l'U.S. Castiglionese 1919. 
Attualmente milita in Eccellenza
 Toscana.